# オートイジェクト
オートイジェクト（Auto eject）とは、コンパクトカセットやフロッピーディスクなどのメディアを、機器から自動で取り出す機構や機能をいう。自動で取り込む機構や機能をオートローディングというが、オートイジェクトを兼ね備えていることが多い。コンパクトカセットにみられるように、多くのメディアの普及初期には、機器への着脱は人の手で行われた。直接メディアを保持して着脱するものもあれば、ばねを用いた機構の解除レバーを操作することでメディアを取り出す機構もあった。そののち、再生が終了した時点で自動的にメディアを排出する機能が付加され、オートイジェクトと呼ばれるようになった。当初はばね機構の解除を機械的に行うものであったが、高級な操作感を求めモーターによる滑らかな排出動作が行われる傾向にある。

## オートイジェクトに関係のある各種装置

### 音響機器
- カセットレコーダー、ラジカセ
- ビデオテープレコーダ、DVDプレーヤー
- カーオーディオ

### コンピュータ周辺機器

#### CD-ROM/DVD-ROM ドライブ

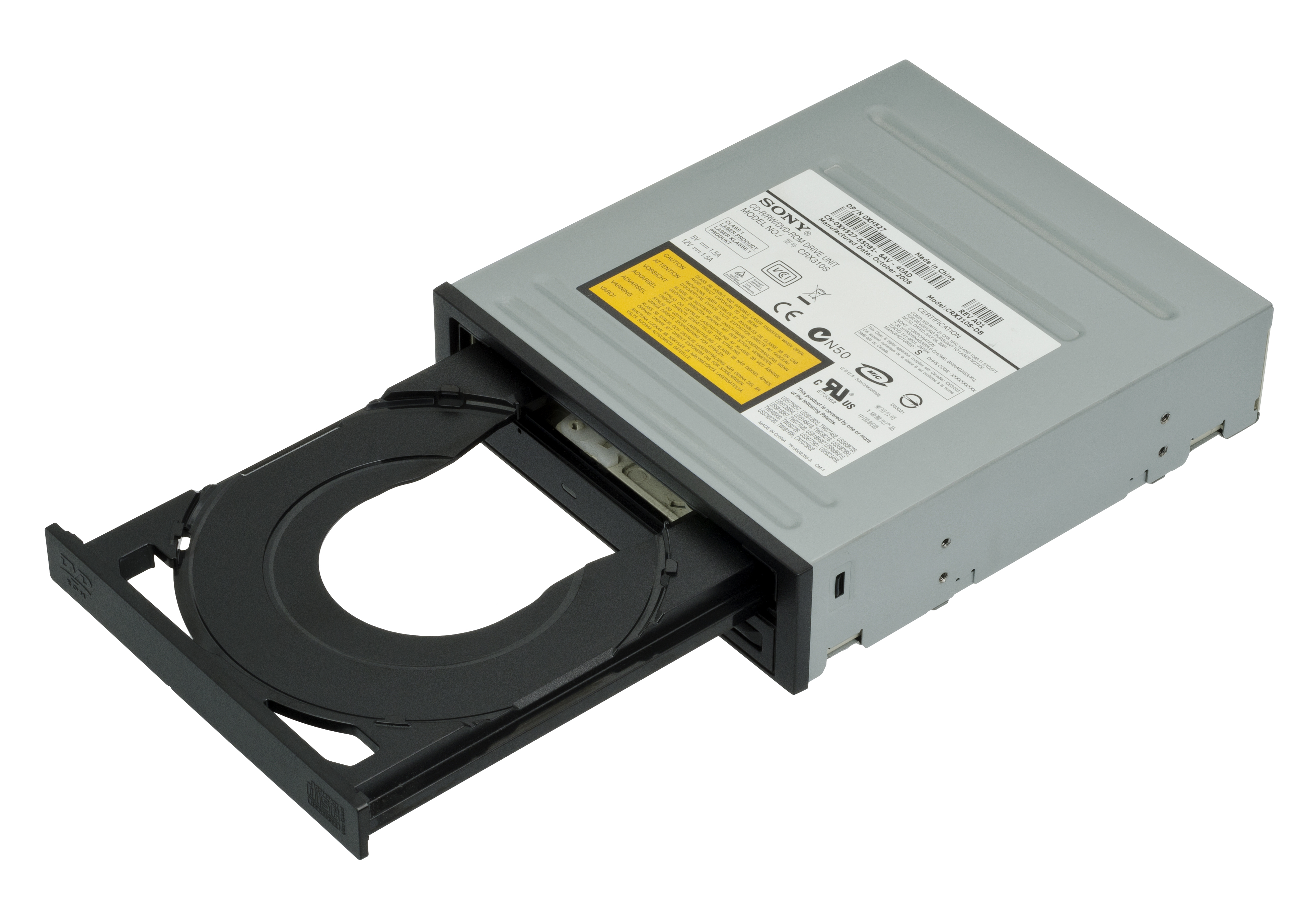
トレーローディング
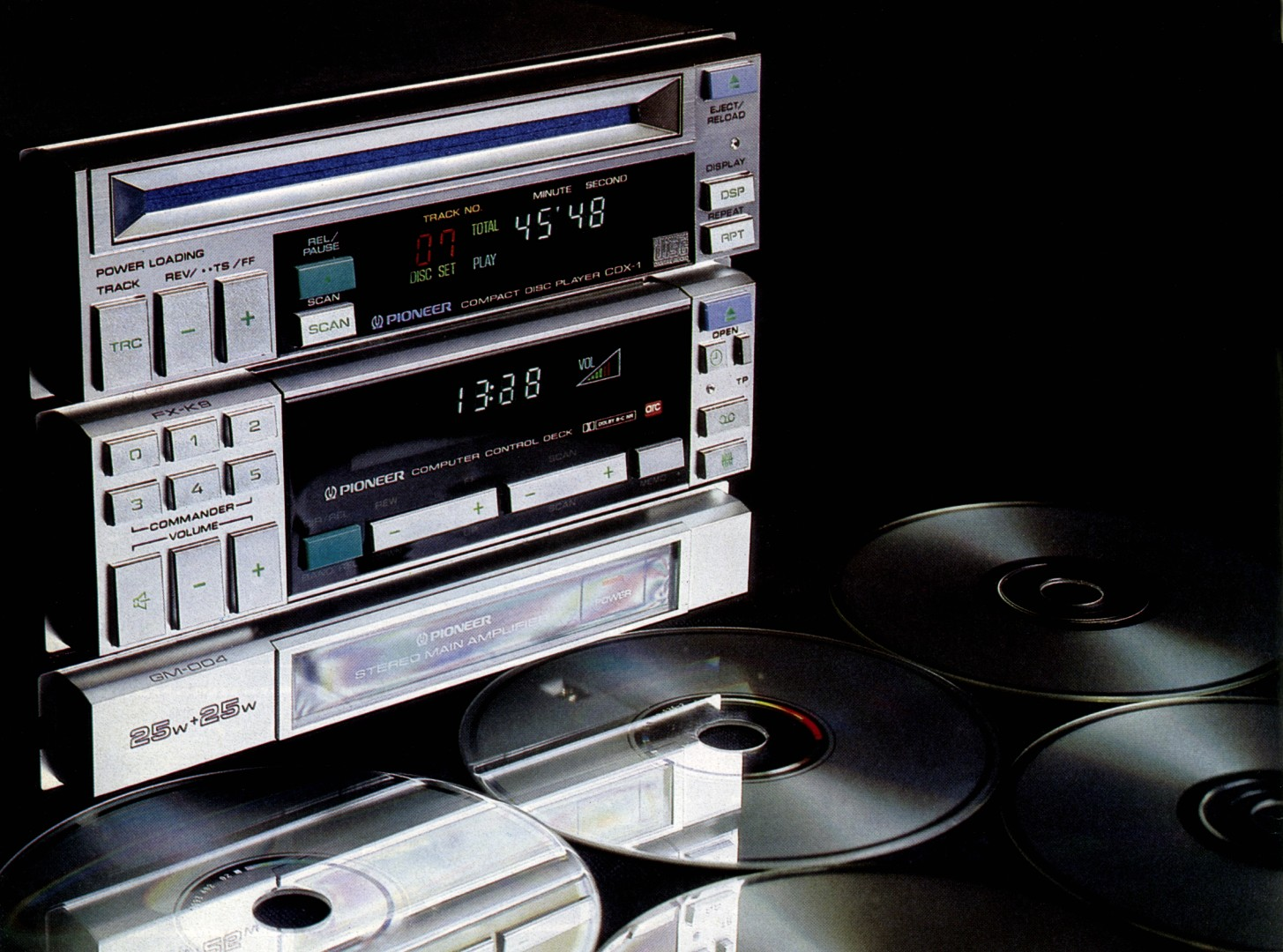
スロットローディング
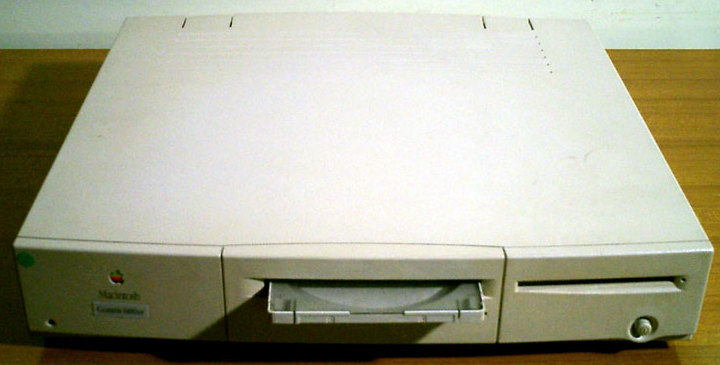
キャディローディング
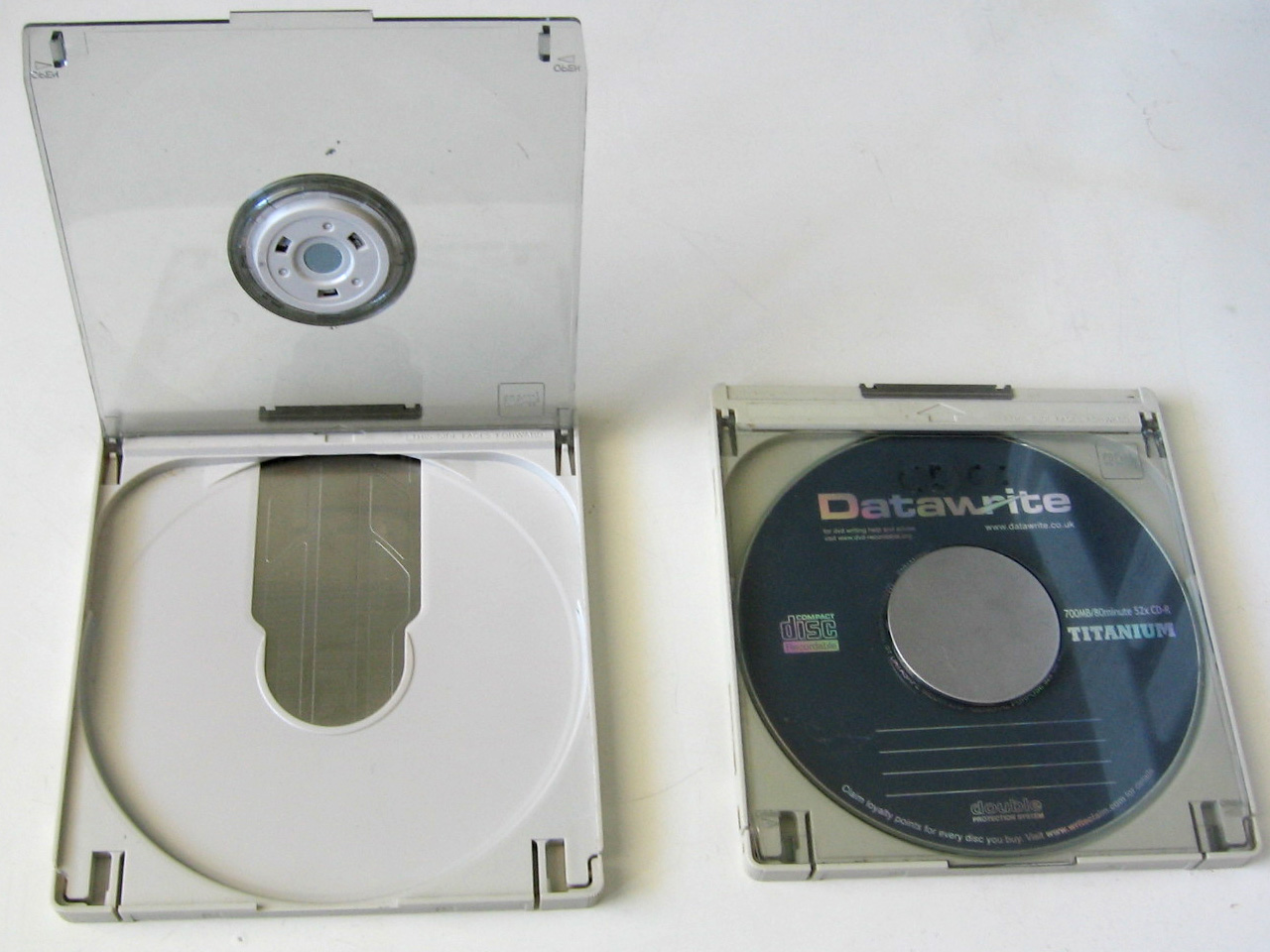
CDキャディ

CD-ROM/DVD-ROM ドライブは一般的にオートイジェクトが主流であることが多い。しかし、プレイステーションや、ポータブルCDプレイヤーなどは、筐体の大きさの関係もあって、オートイジェクトではなく、フタを開けて手でディスクを引き出す必要がある。
また、オートイジェクトを搭載したものには、トレーローディングタイプ、スロットローディングタイプ、キャディタイプの3種類が主に存在する。
トレーローディングタイプ
多くのデスクトップコンピュータ、据え置き形CDプレイヤー/DVDプレイヤーなどで採用されている方法であり、イジェクトボタンを押してトレーを開き、そこにディスクを乗せた後、イジェクトボタンを再度押してトレーを閉める方式の物である。
なお、トレーを手で押しても、モーターが動き出してトレーが閉まるようになっているものが殆どである。
一部の装置の場合、トレーの完全な引き出し、格納機能がないものがあり、イジェクト操作を行うとトレーがわずかに出てくるだけのものも存在する。また、この様な装置の場合はディスクを出し入れする場合は手で開閉する必要がある。
スロットローディングタイプ
最近ノートパソコンや、車載用CDプレイヤー/DVDプレイヤーなど、スペースに制約がある装置で、多く搭載されている方式であり、ドライブの溝にディスクを押し込もうとすると、中からディスクが引き込まれて読み込まれる方式である。イジェクトを行うと、ディスクの一部が溝から出てくるので、手で引いてディスクを取り出す。
直径12センチ以外のディスクは使用できないものが多く、カード形や直径8センチの物、あるいは不定形の物をそのまま使用すると、故障の原因になる。
アダプタを使用して使えるようにする方法もあるが、ドライブ内でディスクが外れる危険性や、取り付ける時にディスクに傷がつく可能性もある。
キャディタイプ
一部のドライブで使用されている方式で、キャディという箱にディスクを一度取り付けた後、それをドライブに差し込んで使用する方式である。
- トレーローディング
- スロットローディング
- キャディローディング
- CDキャディ

#### フロッピーディスクドライブ
フロッピーディスクドライブが搭載されていた頃の、Macintoshコンピュータにて、広く使われて来た方式であり、コンピュータ側から取り出し操作を行うと、自動的にディスクをドライブから排出する方式である。この方式はディスクのアクセス中にうっかりディスクをイジェクトしてしまい、データが破壊、消失する可能性を抑えることができる。しかし、何らかの理由でコンピュータがハングアップしてしまった場合、あるいはプログラムのプログラミング上の不備や、エラーなどによる不正終了によって、ディスク上の一部のファイルをオープンしたまま、クローズすることなく、そのファイルを使用したプログラムが終了してしまった場合、OSからそのファイルが使用中であると見なされる事があり、結局ファイルはクローズされなくなってしまうため、ディスクを取り出せなくなってしまう可能性がある。その場合は一旦電源を切った後で、緊急イジェクトホール（普通はドライブの横に小さな穴がある）の中に、細い針金を入れて押し込むと、手動でディスクを排出することができる様になっている。
また、Macintoshだけではなく、多くのシャープ・X68000シリーズには5インチ型のオートイジェクト式フロッピーディスクドライブが搭載されており、プログラムで任意にイジェクトさせることができる。また手動でイジェクトボタンを押した場合も、電動でフロッピーディスクが排出されるようになっている。

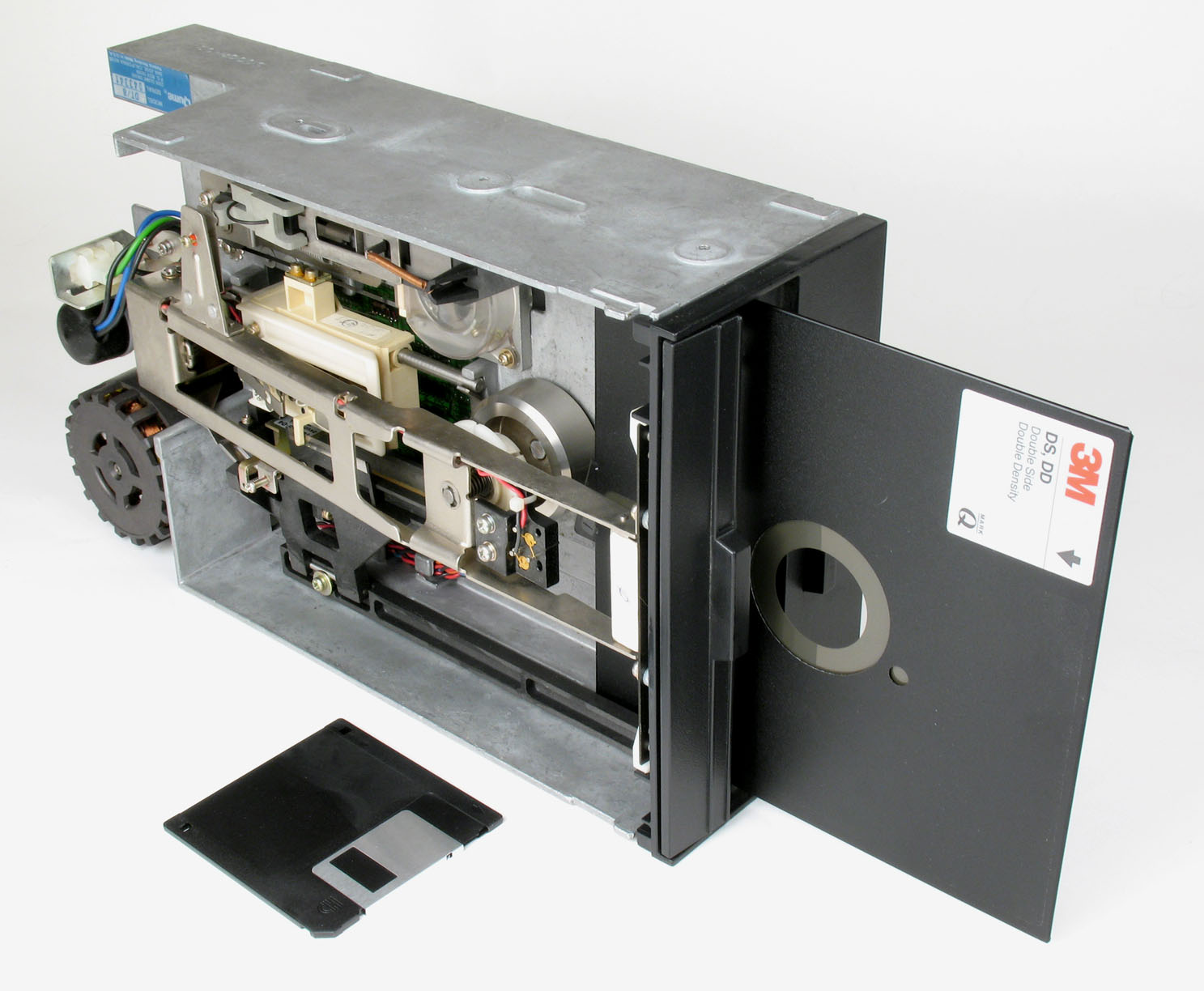
8インチディスクドライブ
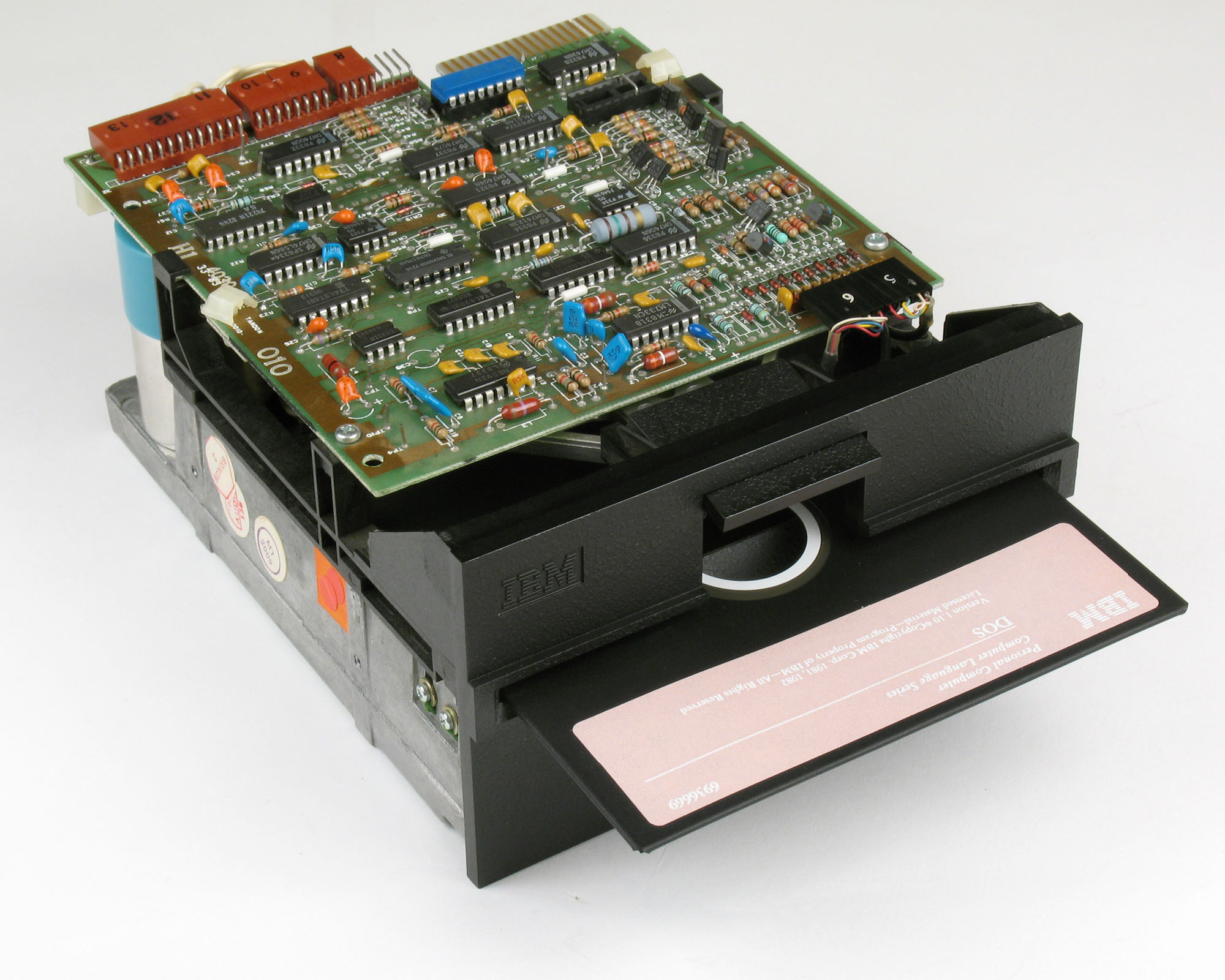
5.25インチディスクドライブ
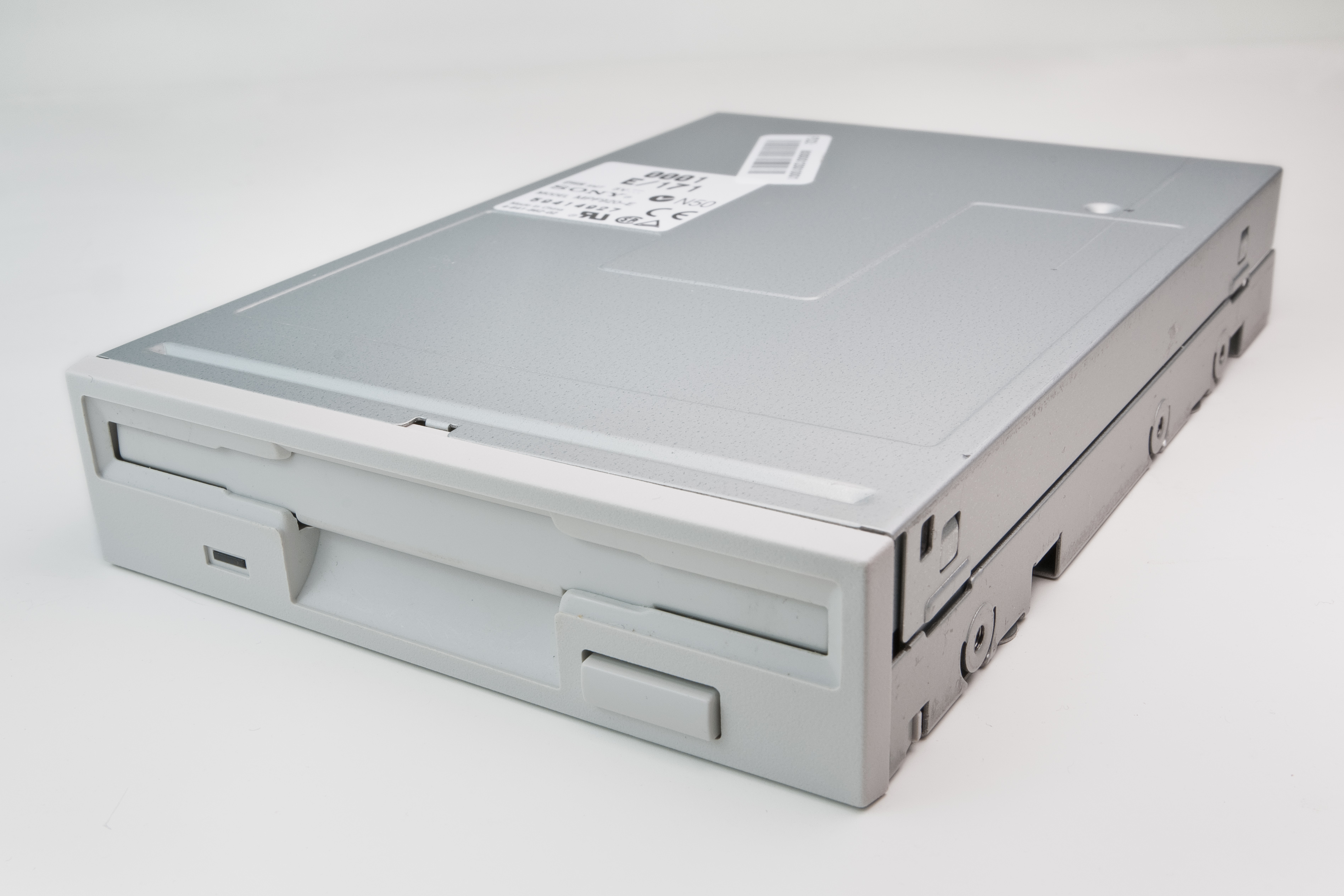
3.5インチディスクドライブ

#### MOドライブ
MOドライブの場合は、基本的にオートイジェクトが主流であり、ボタンを押す、もしくはコンピュータ側から取り出し操作を行うと、機械的にディスクを取り出す様になっている。フロッピーディスクドライブなどと同様に緊急イジェクトホールがあり、細い針金を入れて押し込むと、手動でディスクを排出できる。

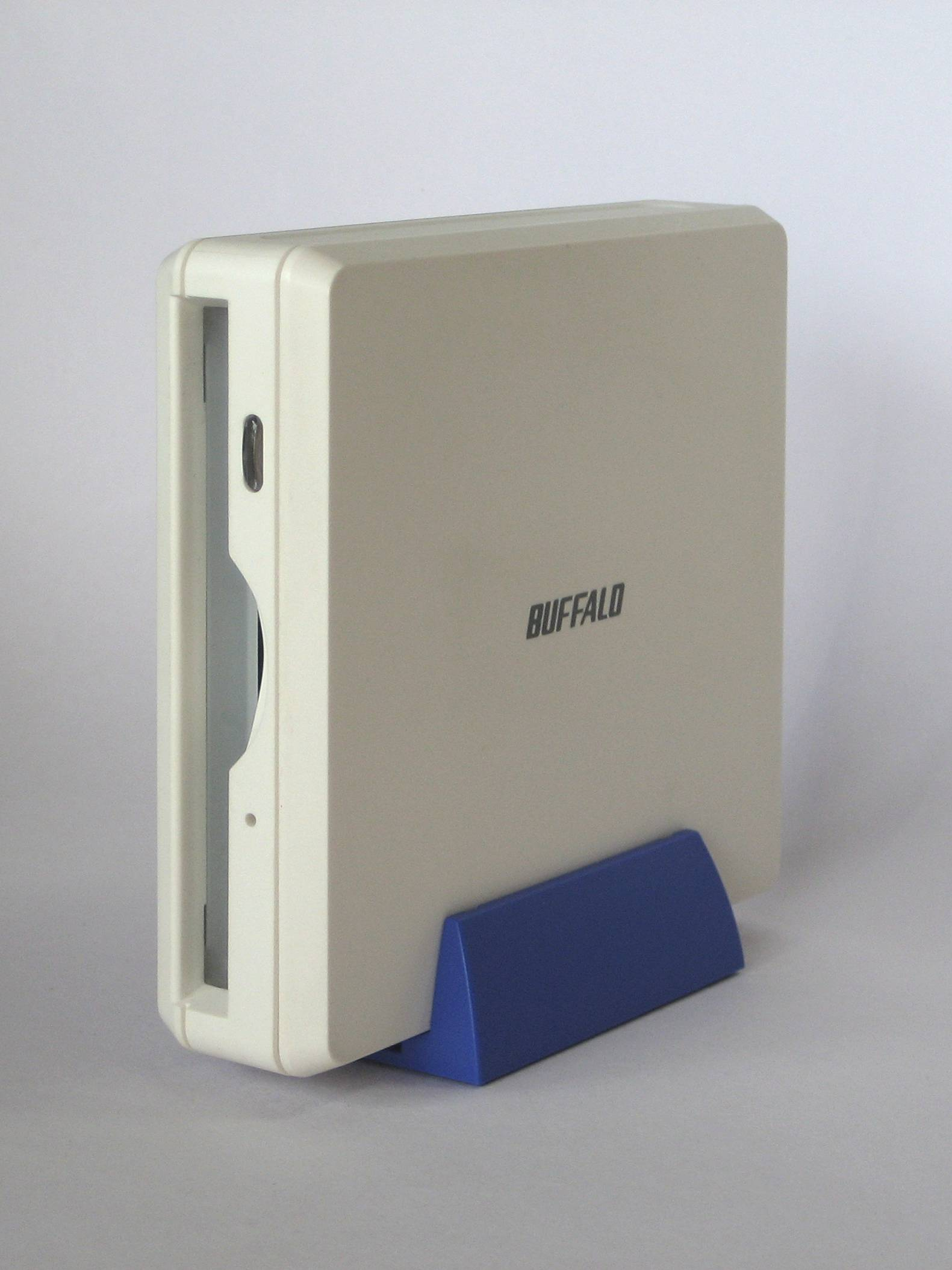
MOディスクドライブ